# 蒲原満氏
蒲原 満氏（かんばら みつうじ、生年不明 - 天文5年（1536年））は、戦国時代の武将。今川氏の家臣。駿河国蒲原城主。父は蒲原貞氏、子に氏徳。
蒲原氏は今川氏の庶流。今川範国の三男・氏兼を祖とする。
延徳年間（1489年 - 1491年）、伊勢新九郎（後の北条早雲）らと千余人の兵と共に伊豆国堀越御所の足利茶々丸を攻めている。
大永7年（1527年）、将軍・足利義晴が、管領細川晴元やその家臣三好元長らに京を追われて近江国朽木谷の朽木稙綱を頼ると、これに従った。